# Ereditarietà genetica

Schema delle leggi mendeliane sull'ereditarietà dei caratteri.

L'ereditarietà genetica è la trasmissione, da una generazione alle successive, dei caratteri originati dall'assetto genetico. L'avvenire di una specie è legato a due condizioni: il patrimonio ereditario, cioè l'insieme di caratteri e di potenzialità che ogni individuo riceve dai genitori al momento della nascita, e le condizioni ambientali in cui si sviluppa e che nel caso della specie umana assumono anche il carattere di processo educativo.

## Storia
Gli antichi avevano una serie di idee riguardo l'ereditarietà, ad esempio Teofrasto propose che i fiori maschili causassero la maturazione dei fiori femminili; Ippocrate ipotizzò che i "semi" venivano prodotti da varie parti del corpo e trasmessi alla prole, al momento del concepimento, mentre Aristotele pensava che al momento del concepimento il seme maschile e quello femminile si unissero.
Per molti secoli si è pensato che il fenomeno dell'atavismo mescolasse a caso i caratteri ereditari e solo con lo studio dei fenomeni genetici si è giunti ad una piena comprensione dell'ereditarietà.

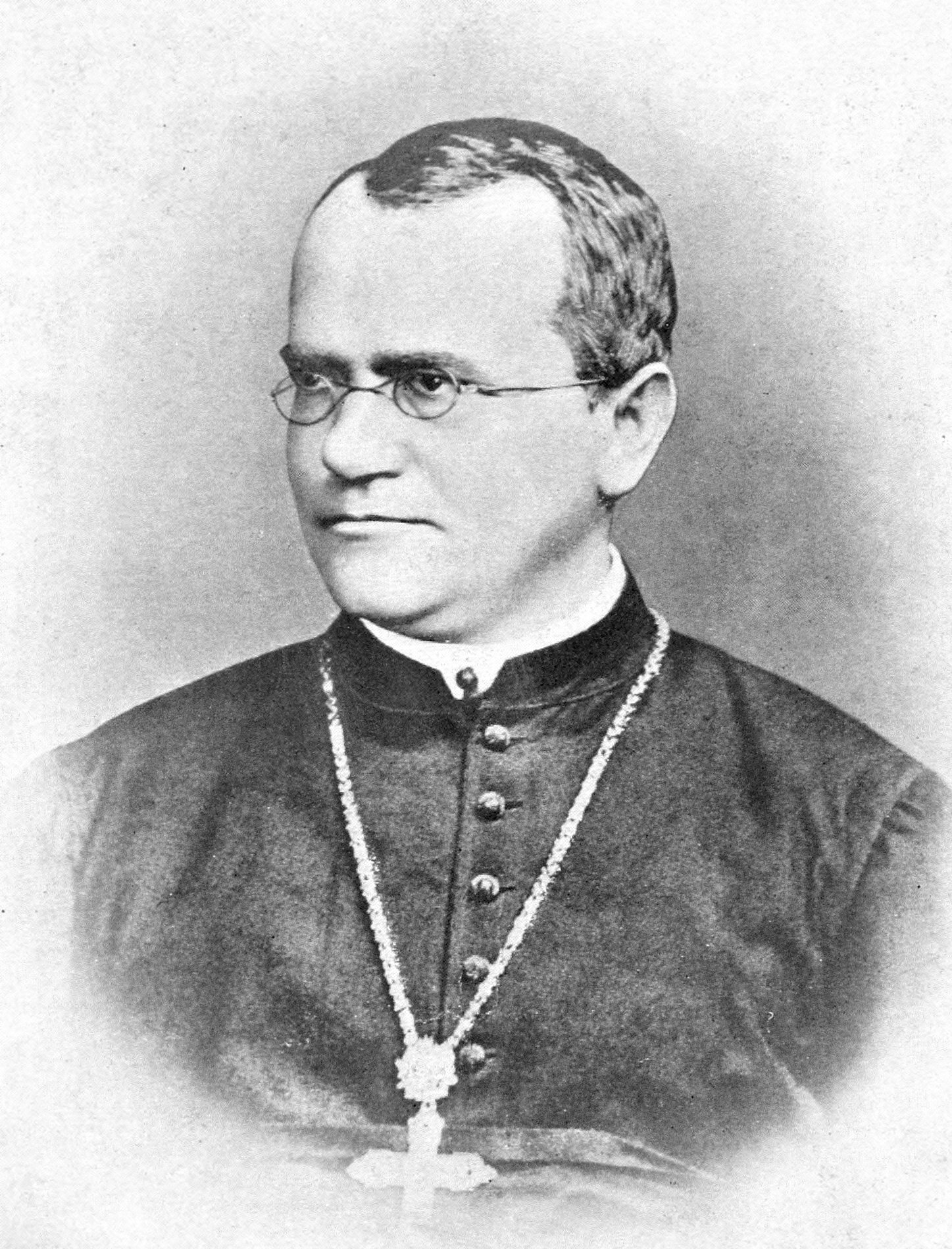
G. Mendel

Nel corso del XVII secolo, il microscopista olandese Antoni van Leeuwenhoek (1632-1723) scoprì degli "animaletti" nello sperma degli esseri umani. Alcuni scienziati specularono dichiarando che ci fosse un "piccolo uomo" (homunculus) all'interno di ogni spermatozoo. Questi scienziati formarono una scuola di pensiero conosciuta come "spermisti" la quale sosteneva che i soli contributi della femmina per la generazione di un figlio si limitassero ad ospitare la crescita dell'homunculus nel proprio grembo. Una scuola di pensiero opposta, gli ovisti, affermava invece che il futuro uomo risiedeva all'interno dell'ovulo materno e che lo sperma serviva solo a stimolare la sua crescita e che addirittura il sesso della prole fosse già determinato ancor prima del concepimento.
Agli inizi del XX secolo, con la riscoperta delle teorie di Mendel, le scienze evoluzionistiche "incrociarono" le sue scoperte con le ipotesi di Charles Darwin: si ebbe così la nascita della cosiddetta "sintesi moderna", ovvero la teoria evolutiva più autorevole, che rimase in auge fino agli anni settanta. Questa teoria postulava la graduale selezione dei caratteri più favorevoli, alla luce delle teorie genetiche, seguendo un adattamento delle specie all'ambiente. Questa teoria è stata in parte modificata e resa più rispondente alle prove empiriche dalla "teoria degli equilibri punteggiati", che comunque riconosce le leggi di Mendel e il fondamentale contributo della genetica per studiare i processi evolutivi.
Il biologo statunitense Walter Sutton, studiando i fenomeni di segregazione mendeliana e confrontandoli con il comportamento dei cromosomi, affermò che i geni si trovavano all'interno dei cromosomi, in posizioni fisse, definite "loci", e che i fenomeni di riduzione cromatinica erano la causa delle leggi mendeliane.
In seguito si svilupparono i modelli strutturali degli acidi nucleici, molecole capaci di duplicarsi, con gli studi di Watson e Crick, e si affrontò la decifrazione del codice genetico e le modalità con le quali i diversi caratteri ereditari vengono "registrati" e trasmessi.

## L'ereditarietà mendeliana

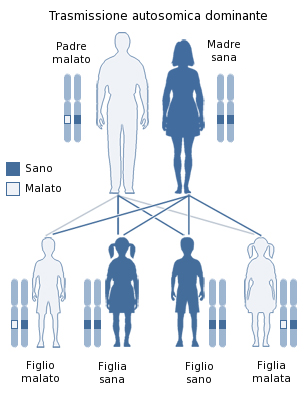
Autodominante

- L'ereditarietà autosomica dominante è un tipo di ereditarietà mendeliana dove tutti coloro che sono portatori dell'allele dominante che provoca la malattia la sviluppano. In questo tipo di ereditarietà la patologia inversa si manifesta in qualunque soggetto possieda l'allele dominante senza distinzioni di sesso (dominanza completa) e sia negli omozigoti dominanti che negli eterozigoti, ma non negli omozigoti recessivi che sono sani, non possedendo l'allele dominante. Chiamato A l'allele dominante che provoca la patologia, tutti i soggetti AA (omozigoti dominanti) avranno il 100% di probabilità di trasmettere il carattere alla prole ed avere figli affetti a prescindere dal genotipo del partner, un eterozigote Aa il 50% di trasmettere l'allele dominante e nessuna possibilità l'omozigote recessivo aa. Esistono però diverse possibilità che rendono l'ereditarietà autosomica dominante molto meno prevedibile di quanto ci si potrebbe aspettare. Un primo caso è quello in cui vi sia un difetto di penetranza. Il difetto di penetranza è la probabilità che un soggetto malato eterozigote Aa mostri un fenotipo sano; il fenomeno è dovuto probabilmente all'effetto di geni modificatori. È calcolabile dividendo il numero di soggetti portatori sani obbligati per il numero totale di affetti sommati al numero dei portatori sani obbligati. Se per esempio su 100 soggetti tra portatori sani obbligati e affetti, 15 sono portatori sani obbligati il difetto di penetranza sarà del 15%, la restante percentuale dell'85% rappresenta la penetranza. Il difetto di penetranza diminuisce il rischio di avere figli affetti per gli eterozigoti che si accoppiano con altri eterozigoti o con omozigoti recessivi. All'interno dei soggetti affetti da una malattia autosomica dominante, inoltre, è possibile che le manifestazioni della malattia stessa siano di gravità molto variabile, si parla in questo caso di espressività variabile del gene. Esistono alcune malattie autosomiche dominanti per le quali la fitness riproduttiva degli individui affetti è pari a zero. Questo perché un genotipo del tipo AA in alcune patologie è talmente grave che questi soggetti non giungono al termine della gravidanza o muoiono prima della maturazione sessuale. Si parla in questo caso di semidominanza, poiché il fenotipo degli omozigoti dominanti è più grave di quello degli eterozigoti, sebbene entrambi possiedano l'allele A che si è detto originare la patologia. I soggetti affetti da queste patologie che hanno una minima fitness riproduttiva sono solo quindi eterozigoti del tipo Aa. Se un eterozigote Aa si accoppia con un soggetto sano aa, avrà il 50% di possibilità di avere figli affetti e il 50% di avere figli sani (considerando assente il difetto di penetranza), mentre se si accoppia con un altro eterozigote Aa, avrà il 66,6% di avere figli affetti e il 33,3% di avere figli sani, poiché i figli omozigoti dominanti AA non giungono al termine della gravidanza. La semidominanza è generalmente presente in quasi tutte le malattie autosomiche dominanti, nel senso che il fenotipo omozigote dominante è quasi sempre più grave di quello eterozigote.

- L'ereditarietà autosomica recessiva è un tipo di ereditarietà mendeliana in cui solo gli omozigoti recessivi del tipo aa sono affetti dalla patologia o esprimono il fenotipo, mentre non lo sono gli eterozigoti Aa né gli omozigoti dominanti AA. Nel caso in cui si accoppino un soggetto affetto aa e un eterozigote Aa, la prole avrà il 50% di possibilità di mostrare un fenotipo affetto aa e il 50% di essere portatrice sana, cioè eterozigote Aa. Questo caso è detto pseudodominanza. Un caso particolare che rende poco prevedibile l'ereditarietà autosomica recessiva è il fenomeno della complementazione genica. Normalmente l'accoppiamento tra due soggetti affetti omozigoti recessivi aa darebbe il 100% di figli affetti con genotipo aa. Tuttavia è possibile che una patologia autosomica recessiva sia determinata da molti geni. Se quindi un soggetto affetto a causa del gene A con genotipo aa ma omozigote dominante per il secondo gene CC si accoppia con un secondo soggetto che invece è affetto per la stessa malattia ma a causa del gene C e quindi con genotipo cc ed invece ha il primo gene AA omozigote dominante, questi avranno solo figli sani con genotipo Aa/Cc, poiché la malattia si sviluppa solo negli omozigoti recessivi.

Cromosoma X

- L'ereditarietà eterosomica, legata al cromosoma X è di norma recessiva. In questo tipo di ereditarietà, siccome per essere affetti occorre essere omozigoti recessivi per entrambi i geni mutanti per la femmina (XmXm) o per uno solo nel caso del maschio (XmY), i soggetti affetti sono quasi esclusivamente maschi che possiedono il gene mutante, poiché le femmine portatrici (XXm) possedendo un gene sul cromosoma X sano compensano il gene mutato e non hanno un fenotipo affetto. I maschi possiedono un solo cromosoma X, per cui se il gene interessato è mutato sviluppano sempre la malattia. Nel caso in cui questa ereditarietà sia dominante la fitness riproduttiva dei maschi è ridotta a zero e le femmine eterozigoti sono affette, torna quindi il fenomeno della semidominanza. L'unico caso, posta un'ereditarietà eterosomica recessiva, in cui una femmina può essere affetta, è quando un maschio affetto (XmY) si accoppia con una femmina portatrice (XmX). In questo caso si ha il 25% delle possibilità che la prole sia sesso femminile e affetta (XmXm). Caso ancor più raro quando un maschio affetto si accoppia con una femmina affetta, in questo caso la probabilità di avere figli malati è del 100%. Nelle femmine è possibile che si verifichi il fenomeno della skewed X inactivation, dove l'inattivazione di uno dei due cromosomi X non è casuale e viene seguita da tutte le altre cellule. Se questa inattivazione colpisce il cromosoma X contenente il gene sano, allora la femmina mostrerà un fenotipo malato, ma con effetti generalmente attenuati rispetto a quelli che avrebbe un maschio affetto.

- epistasi, in conseguenza della quale un gene (epistatico) maschera l'espressione dell'altro (ipostatico);
- pleiotropia, definibile come un effetto fenotipico multiplo dovuto a un singolo gene.
- crossing over, è un evento biologico nel quale due cromatidi si scambiano geni omologhi, ed è tanto più facile quanto questi si trovino lontani; in tal modo, possono considerarsi caratteri mendeliani anche geni che coabitano uno stesso cromosoma.

Con considerazione delle patologie, invece, si possono elencare altre tipologie di ereditarietà:
- mutazione genomica, variazione che interessa il numero dei cromosomi;
- aberrazione cromosomica, cambiamento della struttura di un cromosoma. Poiché sono molto numerose si consiglia di vedere la voce relativa.

## L'ereditarietà di fenotipi patologici
Differentemente dal passato oggi si sa che le infezioni congenite non sono ereditarie ma vengono trasmesse dallo stesso microbo all'interno della placenta, come nella sifilide congenita o ereditaria, e che l'unica trasmissione dal genitore al figlio riguarda la predisposizione alla malattia e non l'infezione stessa.
Altri tipi di malattie, come quelle ereditarie o familiari (ad esempio l'emofilia, alcune forme di malattie nervose) vengono invece trasmesse tramite i geni come se fossero caratteri ereditari al pari del colore degli occhi dei tratti somatici.